# Ross Brawn

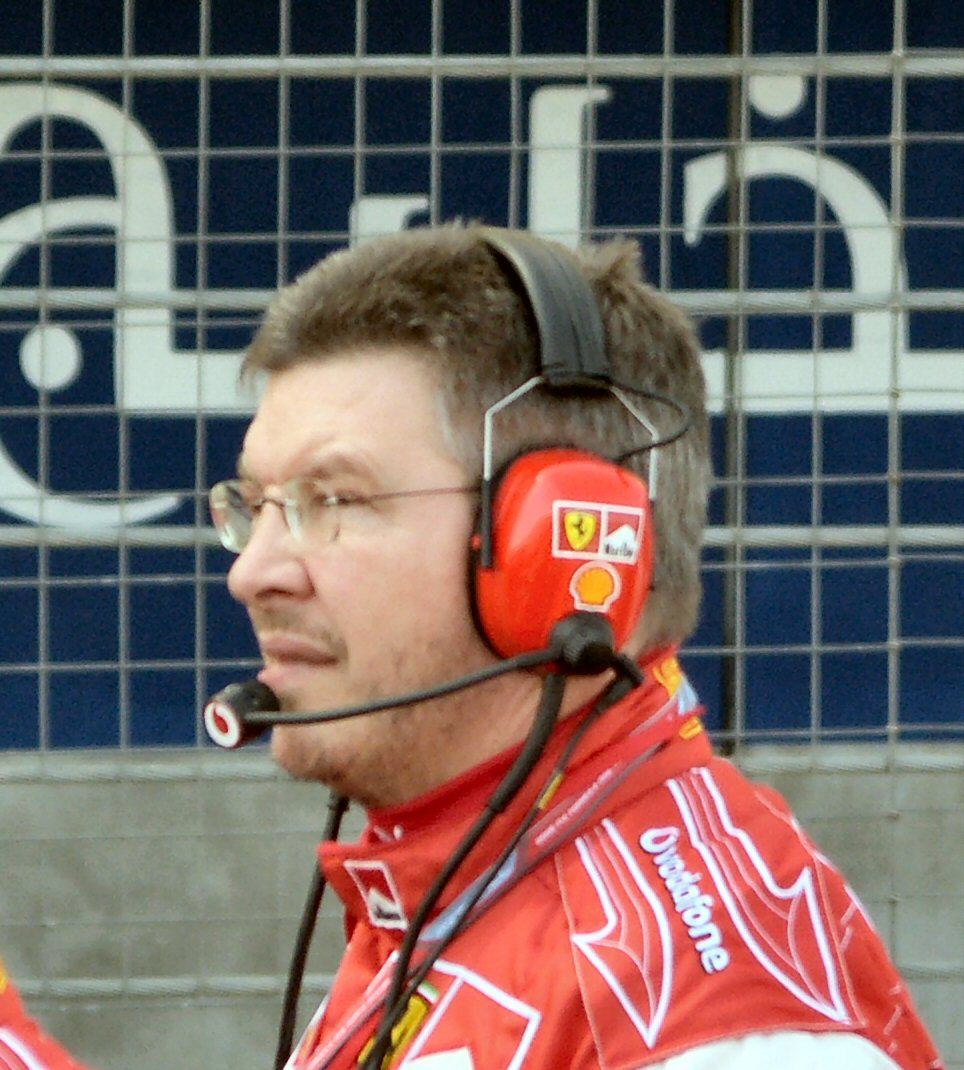
Ross Brawn la Grand-Prix-ul Bahrainului din 2006

Ross James Brawn (n. 23 noiembrie 1954, Ashton-under-Lyne, Anglia, Regatul Unit) este directorul general al sporturilor cu motor pentru Formula 1 și un director tehnic. A fost directorul tehnic al echipelor Benetton și Scuderia Ferrari.